# Rudy Cardozo
Rudy Alejandro Cardozo Fernández (ur. 14 lutego 1990 w Tariji) – boliwijski piłkarz występujący najczęściej na pozycji ofensywnego pomocnika, obecnie zawodnik Bolívaru.

## Kariera klubowa
Cardozo jest wychowankiem akademii piłkarskiej Tahuichi, jednak profesjonalną karierę klubową rozpoczynał w izraelskim drugoligowcu Ironi Nir Ramat HaSharon. W sezonie 2008/2009 zajął ze swoim zespołem przedostatnie miejsce w Liga Leumit, z której jego klub nie spadł dzięki wygranym barażom o utrzymanie.
Latem 2009 Cardozo powrócił do ojczyzny, podpisując umowę z mistrzem kraju – Club Bolívar. W swoim debiutanckim sezonie w najwyższej klasie rozgrywkowej – Clausura 2009 – rozegrał trzy spotkania i wywalczył z Bolívarem wicemistrzostwo Boliwii. Pierwsze dwa gole w Liga de Fútbol Profesional Boliviano strzelił 16 maja 2010 w zremisowanym 2:2 meczu z Aurorą. W tym samym roku wziął udział w pierwszym międzynarodowym turnieju klubowym w swojej karierze – Copa Libertadores, gdzie jednak odpadł z Bolívarem już w fazie grupowej. Podczas rozgrywek Clausury 2010 osiągnął kolejny tytuł wicemistrza kraju, natomiast w sezonie Adecuación 2011 po raz pierwszy w karierze został mistrzem Boliwii.
| Sezon     | Klub                 | Kraj    | Rozgrywki   | Mecze | Bramki |
| --------- | -------------------- | ------- | ----------- | ----- | ------ |
| 2008/2009 | Ironi Ramat HaSharon | Izrael  | Liga Leumit | 28    | 1      |
| 2009      | Club Bolívar         | Boliwia | LFPB        | 3     | 0      |
| 2010      | Club Bolívar         | Boliwia | LFPB        | 40    | 7      |
| 2011/2012 | Club Bolívar         | Boliwia | LFPB        |       |        |

## Kariera reprezentacyjna
W 2007 roku Cardozo znalazł się w składzie reprezentacji Boliwii U–17 na Młodzieżowe Mistrzostwa Ameryki Południowej, gdzie jego kadra odpadła już w pierwszej rundzie, nie kwalifikując się na światowy czempionat. Dwa lata później, w barwach starszej kategorii wiekowej, wziął udział w Mistrzostwach Ameryki Południowej U–20, z podobnym jednak skutkiem – młodzi Boliwijczycy zajęli ostatnie miejsce w pierwszej rundzie i nie zakwalifikowali się na Młodzieżowe Mistrzostwa Świata w Egipcie, natomiast sam zawodnik rozegrał dwa spotkania.
W seniorskiej reprezentacji Boliwii Cardozo zadebiutował 12 sierpnia 2010 w zremisowanym 1:1 meczu towarzyskim z Kolumbią. Pierwszego gola w kadrze narodowej strzelił za to 3 września 2011 w zremisowanym 2:2 sparingu z Peru. W tym samym roku został powołany przez selekcjonera Gustavo Quinterosa na rozgrywany w Argentynie turniej Copa América, gdzie wystąpił w jednym meczu, a jego reprezentacja nie wyszła z grupy.